# إميل أوستاليت
إميل أوستاليت (بالفرنسية: Émile Oustalet) (و. 1844 – 1905 م) هو عالم حيواني، وعالم طيور من فرنسا . ولد في مونتبليار .
توفي عن عمر يناهز 61 عاماً.